# Álvaro de Jesús Agudelo
Álvaro de Jesús Agudelo (Envigado, Antioquia, 18 de diciembre de 1956 - Medellín, Antioquia, 2 de diciembre de 1993) conocido popularmente por el alias de, "El Limón", fue un criminal, sicario y guardaespaldas colombiano al servicio del cartel de Medellín. Este hombre se le conocía más que nada como uno de los hombres importantes en los sobornos y extorsiones del cártel, siendo el encargado principal de comprar militares al servicio del cartel para protegerlos en La Catedral ofreciéndoles comida, útiles escolares y en general, dinero para ellos y su familia.
Empezó siendo hombre de confianza de Roberto Escobar, alias "El Osito", hermano del capo Pablo Escobar, pero, cuando Roberto se sometió a la justicia por segunda vez junto a John Jairo Velásquez Vásquez, alias "Popeye" y con Otoniel de Jesús González Franco, alias "Otto", pasó de servirle a Roberto a ahora servirle a Pablo Escobar. 
Agudelo fue el último servidor de Escobar, estando junto a él sus últimos 8 meses de vida, luego de que muchos se hayan decantado al lado de Los Pepes, hayan sido abatidos, capturados o se hayan sometido a la justicia.

## Muerte
El 2 de diciembre de 1993, justo un día después de que su patrón cumpliera 44 años, unidades del bloque de búsqueda llegaron al barrio los Olivos, y rastrearon la ubicación de él luego de una llamada que Pablo Escobar hizo con su hijo Juan Pablo.
Rodearon todo el perímetro estas unidades, y lo primero que hicieron fue mandar una unidad a derribar la puerta de la casa donde este hombre se escondía con Agudelo, con lo que, con una patada, abrieron la puerta con fuerza, a lo que estas unidades entraron. Agudelo, tratando de defender a su Patrón, recibió a las unidades con ráfagas de ametralladoras. En medio de un corto enfrentamiento, este hombre fue abatido en combate con estos uniformados.
Con su último guardaespaldas muerto, Pablo Escobar trató de huir por los tejados de esta casa, donde después de verse acorralado recibió 3 disparos, uno de ellos en la cabeza, su muerte es hasta ahora objeto de controversia sobre quién dio el disparo fatal, que acabó con la vida del narcotraficante.